# Liste der Biografien/Ced
Liste der Biografien |
Portal Biografien |
Personensuche
# |
A |
B |
C |
D |
E |
F |
G |
H |
I |
J |
K |
L |
M |
N |
O |
P |
Q |
R |
S |
T |
U |
V |
W |
X |
Y |
Z |
?
 
Ca |
Cb |
Cc |
Ce |
Ch |
Ci |
Cj |
Ck |
Cl |
Cm |
Cn |
Co |
Cr |
Cs |
Ct |
Cu |
Cv |
Cw |
Cy |
Cz
 
Cea |
Ceb |
Cec |
Ced |
Cee |
Cef |
Ceg |
Ceh |
Cei |
Cej |
Cek |
Cel |
Cem |
Cen |
Ceo |
Cep |
Cer |
Ces |
Cet |
Ceu |
Cev |
Cey |
Cez
Die Liste der Biografien führt alle Personen auf, die in der deutschsprachigen Wikipedia einen Artikel haben. Dieses ist eine Teilliste mit 63 Einträgen von Personen, deren Namen mit den Buchstaben „Ced“ beginnt.

## Ced

### Ceda
- Cedano Cedano, Pablo (1936–2018), dominikanischer Geistlicher und Weihbischof in Santo Domingo
- Cedano, José, mexikanischer Fußballspieler
- Cedar, Howard (* 1943), US-amerikanisch-israelischer Molekularbiologe und Genetiker
- Cedar, Jon (1931–2011), US-amerikanischer Schauspieler
- Cedar, Joseph (* 1968), israelischer Drehbuchautor und Filmregisseur
- Cedar, Larry (* 1955), US-amerikanischer Schauspieler

### Cedd
- Cedd († 664), Bischof von Essex, Abt von Lastingham

### Cede
- Cede, Franz (* 1945), österreichischer Politik- und Rechtswissenschaftler und Diplomat
- Cedena, Francisco Javier (* 1954), spanischer Radrennfahrer
- Cedenio, Machel (* 1995), Sprinter aus Trinidad und Tobago
- Cedeño Delgado, José Dimas (* 1933), römisch-katholischer Bischof
- Cedeño Muñoz, Edgardo (* 1960), panamaischer Ordensgeistlicher, römisch-katholischer Bischof von Penonomé
- Cedeño, Eligio (* 1964), venezolanischer Bankier
- Cedeño, Emily (* 2003), panamaische Fußballspielerin
- Cedeno, Frank (* 1958), philippinischer Boxer im Fliegengewicht
- Cedeño, Fredy (* 1981), venezolanischer Volleyballspieler
- Cedeño, Jonathan (* 1995), panamaischer Speerwerfer
- Cedeño, Julia (* 1998), deutsche Volleyball- und Beachvolleyballspielerin
- Cedeño, Lineth (* 2000), panamaische Fußballspielerin
- Cedeño, Matt (* 1973), US-amerikanischer Schauspieler
- Cedeño, Renata, venezolanische Komponistin
- Ceder, Camilla (* 1976), schwedische Sozialarbeiterin und Schriftstellerin
- Cederberg, Arno Rafael (1885–1948), finnischer Historiker
- Cederberg, Elford Albin (1918–2006), US-amerikanischer Politiker
- Cederberg, Herman (1883–1969), finnischer Schwimmer, der auf die Bruststrecken spezialisiert war
- Cederberg, Mattis (* 1971), schwedischer Jazzmusiker (Bassposaune, Komposition)
- Cederblom, Per (1901–1987), schwedischer Schwimmer
- Cedercreutz, Herman (1684–1754), schwedischer Graf, Reichsrat und Diplomat
- Cedercrona, Hjalmar (1883–1969), schwedischer Turner
- Cedergreen Bech, Svend (1920–2007), dänischer Historiker und Autor
- Cedergren, Jakob (* 1973), dänischer SchauspielerJakob Cedergren (* 1973)

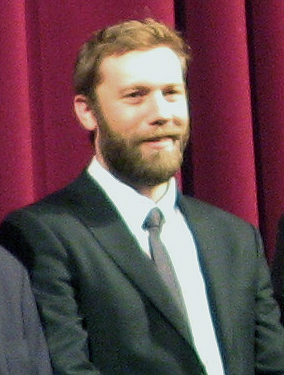
Jakob Cedergren (* 1973)

- Cederhielm, Carl Wilhelm (1705–1769), schwedischer Freiherr und Mitbegründer der Königlich Schwedischen Akademie der Wissenschaften
- Cederholm, Andreas (* 1990), schwedischer Handballspieler
- Cederholm, Leo (1852–1932), preußischer Generalleutnant
- Cederin, Birger (1895–1942), schwedischer Degenfechter
- Cederkvist, Tine (* 1979), dänische Fußballspielerin
- Cederlund, Johan (* 1963), schwedischer Kunsthistoriker und Museumsdirektor
- Cederman, Lars-Erik (* 1963), schwedisch-schweizerischer Politikwissenschaftler
- Cederna, Antonio (1921–1996), italienischer Journalist, Publizist, Politiker und Denkmalschutzaktivist
- Cederna, Giulio (1876–1939), italienischer Fußballtorhüter
- Cederna, Giuseppe (* 1957), italienischer Schauspieler und Schriftsteller
- Cederqvist, Jane (1945–2023), schwedische Schwimmerin
- Cederqvist, Pär (* 1980), schwedischer Fußballspieler
- Cederschiöld, Charlotte (* 1944), schwedische Politikerin, Mitglied des Riksdag, MdEP
- Cederschiöld, Gustaf (1849–1928), schwedischer Sprachwissenschaftler und Wörterbuchredakteur
- Cederschiöld, Margareta (1879–1962), Schweden Tennisspieler
- Cederschiöld, Maria (1856–1935), schwedische Journalistin, Lehrerin und Frauenrechtlerin
- Cederschjöld, Pehr Gustaf (1782–1848), schwedischer Arzt, Professor, Politiker und Schriftsteller
- Cederštrēma-Volfa, Ieva (* 1969), lettische Biathletin
- Cederström, Gustaf (1845–1933), schwedischer Historienmaler
- Cederström, Jakob (1782–1857), Offizier in der schwedischen Armee
- Cederström, Thure (1843–1924), schwedischer Genremaler der Düsseldorfer und Münchner Schule
- Cedervall, Marianne (* 1949), schwedische Schriftstellerin

### Cedi
- Cédile, Jean (1908–1984), französischer Kolonialbeamter und Offizier

### Cedo
- Cedolins, Fiorenza (* 1966), italienische Opernsängerin

### Cedr
- Cédras, Raoul (* 1949), haitianischer Militär, Oberbefehlshaber der militärischen Streitkräfte Haitis (1991–1994)
- Cedras, Tony (1952–2024), südafrikanischer Jazz- und Studiomusiker
- Cedrés, Dianela Joselina Pi, uruguayische Diplomatin
- Cedrés, Gabriel (* 1970), uruguayischer Fußballspieler
- Cedric the Entertainer (* 1964), US-amerikanischer Schauspieler und KomikerCedric the Entertainer (* 1964)

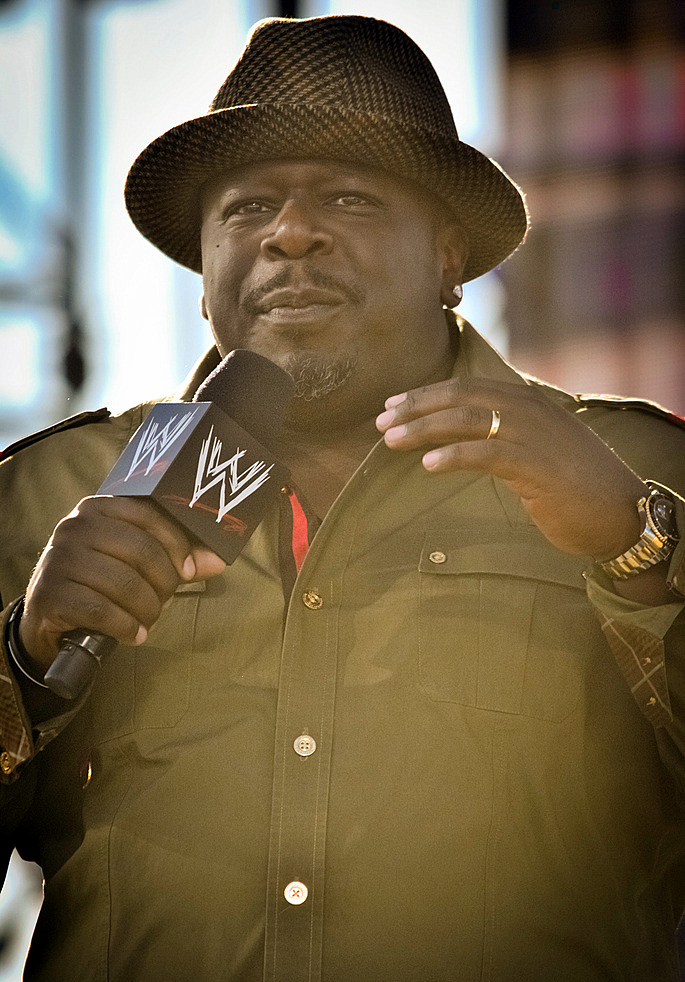
Cedric the Entertainer (* 1964)

- Cedrún, Andoni (* 1960), spanischer Fußballtorwart
- Cedrún, Carmelo (* 1930), spanischer Fußballspieler und -trainer

### Cedz
- Cedzyński, Jan (* 1961), polnischer Politiker, Mitglied des Sejm